# Друга каппельська війна
Друга каппельська війна (нім. Zweiter Kappelerkrieg) — збройний конфлікт між реформатськими та католицькими кантонами Швейцарії, який відбувся 1531 року під час швейцарської Реформації.

## Передумови
Друга війна була продовженням Першої каппельської війни, що завершилася 1529 року без початку військових дій Першим каппельським миром, загалом вигідним для протестантів, на чолі яких стояв Цюрих. Водночас фактичний очільник Цюриха Ульріх Цвінглі був незадоволений миром і планував поновити воєнні дії, щоб поширити Реформацію на всю Швейцарію.

## Перебіг
Після того, як п'ять католицьких лісових кантонів уклали союз із габсбурзькою Священною Римською імперією, Цюрих і Берн організували економічну блокаду цих кантонів. У відповідь католицькі кантони мобілізували свої війська і виступили походом на Цюрих. Цюрих не дістав підтримки від Берну, тому його сили були явно слабші за сили католиків. 11 жовтня 1531 року під Каппелем зустрілися 7—8 тисяч католиків і від 1200 до 2000 цюрихців. У битві під Каппелем протестантів розбили, загинуло 500 осіб, серед яких був Ульріх Цвінглі. Його тіло знайдено наступного дня, четвертовано і спалено, а прах осквернено.
Після битви під Каппелем Цюриху прийшли на допомогу Берн та інші кантони. Протестантські кантони 15 жовтня зробили похід у відповідь. Через слабку дисципліну просування йшло повільно, 23 жовтня цюрихські війська стали табором під Менцінгеном. Уночі на табір напали, протестанти втратили близько 600 осіб і мусили відійти.

## Наслідки
У листопаді за посередництва нейтральних кантонів почалися мирні переговори. Другий каппельський мир став невигідним для протестантів — згідно з ним ті громади, що вже перейшли в протестантизм, могли зберегти свою релігію, проте на більшості територій перевагу отримали католики. Окремі стратегічно важливі населені пункти, у яких переважали протестанти, примусово оголосили католицькими. За результатами Другого каппельського миру релігійна карта Швейцарії надовго стабілізувалася.